# Lambari (Minas Gerais)
Lambari é um município do estado de Minas Gerais. Localiza-se na Região Geográfica Imediata de São Lourenço. Em 2024, sua população foi estimada pelo Instituto Brasileiro de Geografia e Estatística em 20 950 habitantes. É uma estância hidromineral e faz parte do Circuito das Águas de Minas Gerais.

## Breve histórico

Lambari, 1966. Arquivo Nacional.

A região da serra da Mantiqueira era habitada, até a chegada dos descendentes de europeus no século XVII, pelos puris. As águas minerais foram descobertas em 1780 pelo fazendeiro Antônio de Araújo Dantas quando, aos pés da serra que separa a estância de sua vizinha Campanha da Princeza (atual Campanha), encontrou nascentes em terrenos que havia comprado. Em 1826, um português chamado Manuel da Silveira Rodrigues fez os primeiros estudos das qualidades medicinais da águas. Desse modo, entre 1830 e 1832, a Câmara Municipal) de Campanha desapropriou uma área de doze alqueires dos herdeiros de Antônio de Araújo para executar obras de proteção das fontes.
Em 1834 o médico Inglês Thomaz Crockane, radicado em Campanha, se interessou em clinicar com o uso das águas. Daí então, se mudando para o lugar das fontes, mandou erigir as primeiras casas de hospedaria e repouso para quem buscava cura nas "águas santas" ou Águas Virtuosas, como ficou mais conhecida.
No local, mais tarde (1852 a 1873), foi construída uma capela dedicada a Nossa Senhora da Saúde.
O povoado foi distrito de Campanha de 1859 até 1901, quando foi criado o município, já com o nome de Lambari, formado por três distritos: o da sede, Vila de Águas Virtuosas, o do Bom Jesus do Lambari (atual Jesuânia) e o de Conceição do Rio Verde.
A cidade foi planejada na virada do século pelo político e escritor fluminense Américo Werneck (1855-1927), então recém-exonerado do cargo de prefeito de Belo Horizonte. De nobre estirpe, sonhou alto e conquistou muito apoio para financiar sua ambiciosa empreitada de construir - do zero - uma cidade planejada, com parques, mirantes, modernas edificações públicas, ruas largas, um enorme lago artificial - onde então só se viam depressões irregulares - e, para coroar a majestosa obra, um magnífico palácio barroco defronte o novo corpo d'água, para sediar o governo de um novo estado que pretendia fundar no sul das Minas Gerais que, segundo diziam, abrangeria diversas estâncias, desde Caxambu até a atual Poços de Caldas.
Em 18 de setembro de 1915, a Lei Estadual n.º 663 eleva a Vila de Águas Virtuosas à categoria de cidade.
Julgando-se mais apropriado, o nome Águas Virtuosas foi substituído pelo anterior e antiquíssimo topônimo Lambari pela Lei Nº 9 804 de 27 de dezembro de 1930, pois, pela lei, município e sede deveriam ter o mesmo nome. No entanto, até hoje existem pessoas que pregam a volta do nome Águas Virtuosas.

## Geografia

### Hidrografia
Afluentes do Rio Verde:
- Rio Lambari (também chamado Itaici) - deu nome à cidade, serve de limites com os municípios de Jesuânia e Cambuquira, nasce no município de Cristina e deságua no Rio Verde, no município de Três Corações;
- Ribeirão Mumbuca - é o principal e o mais extenso do município, banha e abastece a cidade. Nasce no bairro Mantiva, passa pelos bairros Mumbuca e Jacu, recebe águas dos córregos: Barreiro, Lobos e do Lago Guanabara. Passa pelo bairro Serrote e deságua no rio Lambari;
- Ribeirão São Bartolomeu - nasce no bairro São Bartolomeu e recebe águas do córrego São Simão. Abastece a cidade de Jesuânia, é o principal fornecedor de água para o Lago;
- Ribeirão Melo - nasce no bairro Nova Baden passa pelo bairro Serrinha e desaguá no rio Lambari;
- Córrego das Flores - nasce no Bairro Mandembo, corta toda a extensão do bairro Pinhão Roxo e desagua no Lago;
- Córrego dos Lobos - é totalmente urbano e o mais poluído, nasce no alto do Pitangueiras e deságua no Mumbuca próximo ao centro da cidade;
- Lago Guanabara - foi construído artificialmente em 1910 pelo prefeito Américo Werneck para uso exclusivo de recreação. Possui 5 quilômetros de entorno e sua barragem forma uma bela cascata que deságua no ribeirão Mumbuca;

Afluentes do Rio Sapucaí:
- Ribeirão Vermelho - é o segundo mais extenso, nasce no bairro Vargem Grande, recebe águas dos córregos Água Limpa, Capelinha, Taguá e Córrego Fundo.  Adentra o município de Heliodora, deságua no rio Areado, que deságua no rio Turvo, que, por fim, deságua no Rio Sapucaí, já no município de Careaçu;
- Ribeirão Santa Isabel - nasce no bairro cachoeirinha, recebe águas dos córregos São Domingos e Posses. Apesar de suas nascentes estarem dentro do município de Lambari, é o principal ribeirão de Heliodora, banhando e abastecendo a cidade. Deságua no rio Areado;
- Ribeirão Santa Quitéria - nasce no bairro São João, passa pelo bairro Santa Quitéria e logo entra no município de Heliodora, onde tem sua maior extensão, desagua no rio Areado.

### Relevo
- Serra das águas - está ao norte, tem 1 520 metros de altitude, é coberta por remanescentes da Mata Atlântica, serve de limite natural com os municípios de Cambuquira, Campanha e São Gonçalo do Sapucaí;
- Serra de Santa Catarina - está ao sul, tem 1 514 metros de altitude, também é coberta por Mata Atlântica, serve de limite natural com Natércia;
- Morro do Selado - é o limite natural com o município de Jesuânia;
- Pico do Cocuruto - é o principal marco do limite natural com o município de Heliodora.

### Fauna

#### Mamíferos
(Primatas) Bugio, sagui, (outros mamíferos) quati, jaguatirica, lobo-guará, onça-parda, veado-campeiro, lontra, capivara, paca, gato-do-mato (popular oncinha), Cachorro do mato (popular lobinho), tatu, ouriço-cacheiro, gambá, rato, morcego etc.

#### Aves
Seriema, jacutinga, jacupemba, tucano, quero-quero, saracura, gralha, maritaca, andorinha, canário, tico-tico, beija-flor, urubu, anu-preto, anu-branco, joão-de-barro, bem-te-vi, sabiá-laranjeira etc.

### Flora
- Árvores de médio e grande porte encontradas no município: jequitibá, jacarandá, jatobá, cedro, peroba, angico, aroeira, Araucária, quaresmeira, ipê, massaranduba, sucupira, sassafrás, copaíba, candeia, paineira, Taiuveira, pereira, figueira, canela, coqueiro-do-campo, pau-de-jacaré, óleo-pardo, araticum, muchoco, capororoca, pata-de-vaca etc.

### Clima
Segundo dados do Instituto Nacional de Meteorologia (INMET), de 1976 a 2011 a menor temperatura registrada em Lambari foi de −4,6 °C em 14 de julho de 1994, e a maior atingiu 38,2 °C em 8 de outubro de 2005. O maior acumulado de precipitação em 24 horas foi de 174 milímetros (mm) em 26 de novembro de 2006. Outros grandes acumulados iguais ou superiores a 100 mm foram 139 mm em 2 de janeiro de 2007, 135,4 mm em 3 de janeiro de 2000, 133,6 mm em 3 de janeiro de 1983, 118,2 mm em 6 de fevereiro de 2008, 113,4 mm em 31 de dezembro de 1982, 113 mm em 23 de dezembro de 1984, 101,6 mm em 12 de janeiro de 1991, 101 mm em 10 de fevereiro de 2002 e 100 mm em 15 de janeiro de 2011. Janeiro de 2007 foi o mês de maior precipitação, com 828,8 mm, seguido por janeiro de 2011 (653,4 mm).
| Dados climatológicos para Lambari | Dados climatológicos para Lambari | Dados climatológicos para Lambari | Dados climatológicos para Lambari | Dados climatológicos para Lambari | Dados climatológicos para Lambari | Dados climatológicos para Lambari | Dados climatológicos para Lambari | Dados climatológicos para Lambari | Dados climatológicos para Lambari | Dados climatológicos para Lambari | Dados climatológicos para Lambari | Dados climatológicos para Lambari | Dados climatológicos para Lambari |
| Mês | Jan                               | Fev                               | Mar                               | Abr                               | Mai                               | Jun                               | Jul                               | Ago                               | Set                               | Out                               | Nov                               | Dez                               | Ano                               |
| --- | --------------------------------- | --------------------------------- | --------------------------------- | --------------------------------- | --------------------------------- | --------------------------------- | --------------------------------- | --------------------------------- | --------------------------------- | --------------------------------- | --------------------------------- | --------------------------------- | --------------------------------- |
| Temperatura máxima recorde (°C) | 37,4                              | 35,4                              | 34,8                              | 34                                | 31                                | 29,2                              | 30                                | 33,8                              | 36                                | 38,2                              | 36,4                              | 35,2                              | 38,2                              |
| Temperatura máxima média (°C) | 29,5                              | 30,1                              | 29,4                              | 28,2                              | 25,5                              | 24,3                              | 24,8                              | 26,8                              | 27,6                              | 28,8                              | 29,2                              | 29                                | 27,8                              |
| Temperatura média compensada (°C) | 22,2                              | 22,2                              | 21,4                              | 19,4                              | 16                                | 14                                | 13,8                              | 15,1                              | 17,9                              | 20                                | 20,9                              | 21,7                              | 18,7                              |
| Temperatura mínima média (°C) | 16,9                              | 16,4                              | 15,6                              | 12,9                              | 9,1                               | 6,4                               | 6                                 | 6,4                               | 10,5                              | 13,3                              | 14,8                              | 16,2                              | 12                                |
| Temperatura mínima recorde (°C) | 7,9                               | 7,9                               | 6,1                               | 3,4                               | −0,2                              | −2,4                              | −4,6                              | −1,4                              | −1                                | 4,6                               | 6,8                               | 5,7                               | −4,6                              |
| Precipitação (mm) | 319,2                             | 205                               | 196,2                             | 89,6                              | 60,4                              | 31,7                              | 25,1                              | 19,2                              | 95,2                              | 121,3                             | 189,3                             | 302,1                             | 1 654,3                           |
| Dias com precipitação (≥ 1 mm) | 17                                | 13                                | 13                                | 6                                 | 4                                 | 3                                 | 2                                 | 3                                 | 7                                 | 10                                | 12                                | 17                                | 107                               |
| Umidade relativa compensada (%) | 84                                | 83,4                              | 84                                | 85,2                              | 88                                | 88,8                              | 87                                | 82                                | 80,2                              | 80,1                              | 81,4                              | 83,9                              | 84                                |
| Insolação (h) | 123,4                             | 130,6                             | 124,9                             | 156                               | 159,6                             | 170,3                             | 175,4                             | 184,1                             | 120,3                             | 122,4                             | 134,1                             | 111,3                             | 1 712,4                           |
| Fonte: Instituto Nacional de Meteorologia (INMET) (normal climatológica de 1981-2010; temperaturas mínimas recordes de 01/06/1976 a 31/03/2006; máximas de 01/06/1976 a 30/06/2011) |                                   |                                   |                                   |                                   |                                   |                                   |                                   |                                   |                                   |                                   |                                   |                                   |                                   |

## Turismo
A cidade é bastante procurada pelas suas destacadas belezas naturais, clima e principalmente pela água mineral, eleita no passado como a 3ª melhor do mundo e capaz de curar doenças. Há, originalmente, sete fontes dentre as quais a Nº 1 e Nº 2 compõem a maior fonte de água mineral naturalmente gasosa do mundo.
O destaque alimentício é o requeijão Catupiry, criado pelo imigrante italiano Mário Silvestrini e sua esposa Isaíra, em 1911. Hoje o requeijão genuinamente brasileiro é provado por todo o mundo e o único requeijão cremoso brasileiro citado pelo Dicionário dos Queijos da enciclopédia Larousse.
E é na cidade onde se encontra o maior exemplar conhecido de Bougainvillea (ou Primavera) do mundo; estando à beira do lago Guanabara, de tão grande, virou árvore frondosa de 18 metros de altura.

### Pontos turísticos
- Palácio do Cassino do Lago;
- Farol do Lago;
- Parque das Águas;
- Parque Wenceslau Braz;
- Lago Guanabara;
- Duchas e Cascata;

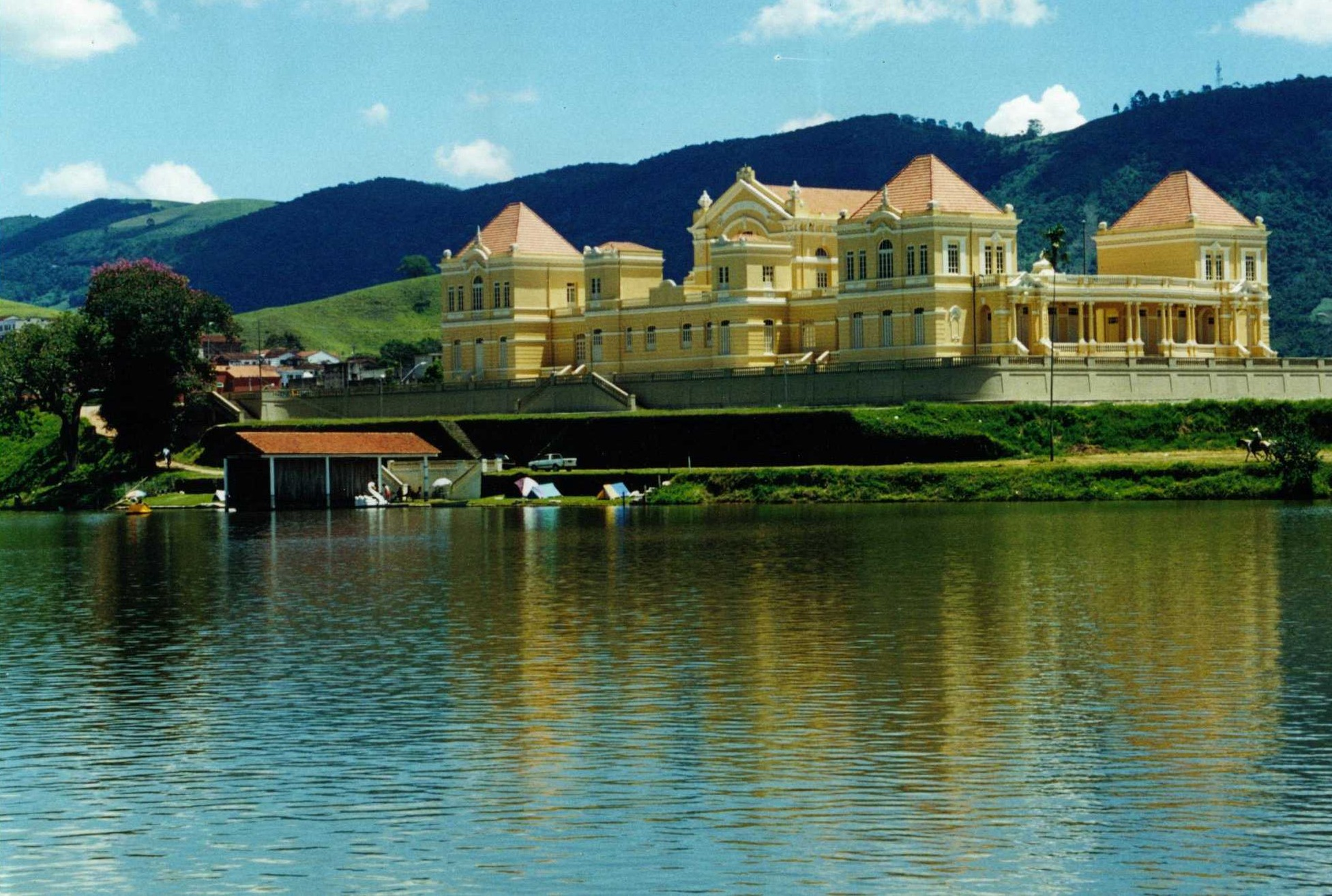
Palácio do Cassino do Lago.

- Parque Estadual Nova Baden (reserva ambiental natural e museu, 4 km da cidade);
- Mata Municipal (reserva da mata Atlântica);
- Rampa de asa delta na Serra das Águas;
- Cruzeiro;
- Igreja Matriz Nossa Senhora da Saúde;

### Cachoeiras
- Roncador (Estrada Lambari/Jesuânia)
- Sete Quedas (ao redor do Parque Estadual Nova Baden)
- Cachoeira Serra das Águas, ou "Cachoeira do Mudinho" (na Serra das águas)
- João Gonçalves (estrada Lambari/Jesuânia)

## Demografia

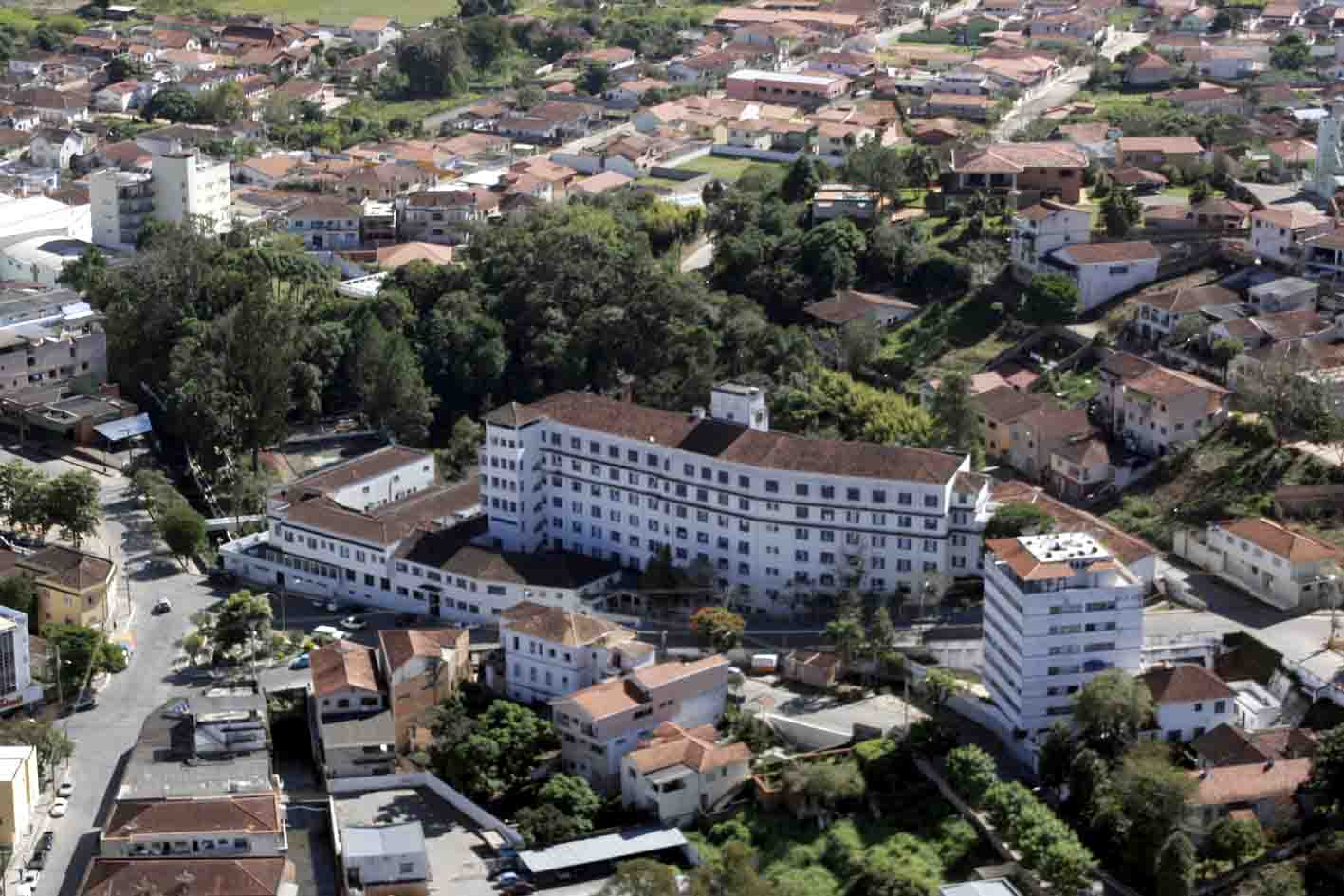
Região central da cidade com destaque para o Condomínio Imperial que possui 179 apartamentos.

| Histórico populacional | Histórico populacional |
| Ano                    | População              |
| ---------------------- | ---------------------- |
| 1950                   | 9 443                  |
| 1960                   | 10 759                 |
| 1970                   | 13 021                 |
| 1980                   | 14 070                 |
| 1991                   | 16 071                 |
| 1996                   | 17 138                 |
| 2000                   | 18 249                 |
| 2007                   | 18 547                 |
| 2010                   | 19 554                 |
| 2022                   | 20 414                 |
| 2024                   | 20 950 (estimativa)    |

Fonte:IBGE 

## Transporte

### Rodovias
- BR-460 - Liga Lambari a Rodovia Vital Brasil em Cambuquira (15 km, trecho inaugurado em 1964) e Lambari a São Lourenço (50 quilômetros, trecho inaugurado em 1970), substituindo a antiga ferrovia;
- MG-456 - (Rodovia Prefeito Renato Nascimento) Liga Lambari a Rodovia Fernão Dias em Careaçu (40 km), foi inaugurada em abril de 1990;

A antiga ferrovia Estrada de Ferro Muzambinho da Rede Sul Mineira (anteriormente Minas and Rio Railway Company), chegou em Lambari quando a cidade ainda era distrito de Campanha em 1894. O progresso trazido pela linha do trem fez a vila imediatamente prosperar com maior e expressivo fluxo de turistas, aumento do comércio e a construção de vários hotéis. A ferrovia funcionou por 70 anos, e em 1966, ela foi desativada por ser ''deficitária'', culminando em sua extinção pelas autoridades da época.
Entre os anos 40 e 50, Lambari recebia trens com altas demandas de turistas vindos do Rio de Janeiro (então capital federal à época), que em épocas de veraneio e em altas temporadas, buscavam sossego na pequena cidade e momentos de lazer em suas belíssimas e paradisíacas cachoeiras.

## Lambarienses ilustres
- Alaíde Lisboa
- Candinho (compositor)
- Edmar Bacha
- Henriqueta Lisboa